# Te amo (Rihanna)
Te amo è il sesto singolo estratto da Rated R, quarto album di inediti della cantante barbadiana Rihanna, e prodotto da Stargate che ha anche collaborato alla stesura. È il terzo singolo a livello internazionale, dopo Russian Roulette e Rude Boy, non è stato destinato agli Stati Uniti, nei quali è stato pubblicato invece Rockstar 101.
Te amo ha incontrato il favore di molti critici musicali, che hanno esaltato il brano per la sonorità non futuristica, presente al contrario nei precedenti singoli Hard e Wait Your Turn. Ha riscontrato un discreto successo internazionale, entrando nelle prime dieci posizioni delle classifiche in Belgio, Francia, Italia, Polonia. Rihanna ha cantato Te amo per la prima volta in occasione del Radio 1's Big Weekend il 23 maggio 2010 a Bangor, nel Galles.

## Pubblicazione
Diverse riviste hanno confermato l'uscita di Te amo il 24 maggio 2010 per il Regno Unito. Il brano ha cominciato ad essere trasmesso in radio a metà aprile in Regno Unito e Francia.

## Descrizione
Dal profilo musicale, Te amo incorpora elementi di musica latina.
Nel testo del brano viene esplorato il rapporto tra due donne, una delle quali dichiara di essere innamorata della protagonista ripetendole "te amo" in spagnolo, la quale però risponde dicendo che "sente l'amore" dell'altra ma non lo ricambia.

## Accoglienza
Te amo ha scatenato fiumi di consensi da parte dei critici musicali. Il lancio del brano in rete ha suscitato consensi e ha provocato le estasiate reazioni dei fan. Nella propria recensione di Rated R, Jude Rogers da BBC ha sostenuto che Te amo e Rockstar 101 fossero i brani meno futuristici nell'album e che non condividessero i pesanti influssi elettronici con brani del tipo Hard e G4L. Robert Copsey da Digital Spy ha conferito al brano quattro stelle sulle cinque possibili, osservando che Rihanna fosse progredita dal cantare di un interesse maschile in uno dei suoi precedenti singoli, Rude Boy, al fantasticare sul sesso femminile, dicendo "dopo la più esplicita promozione di Rude Boy". Fraser McAlpine da Daily Review ha dato a Te amo quattro stelle su cinque e ha replicato al tema del lesbismo dicendo "è un racconto molto, molto vecchio: una ragazza ne incontra un'altra. Entrambe parlano lingue diverse. Una ragazza ama l'altra. L'altra non ricambia. La ragazza si rattrista. Fin qui abbiamo tutto, no? E Rihanna ha fotografato quel sentimento in maniera bellissima".

## Video musicale
Il video musicale prodotto per Te amo è stato girato in due giorni, tra il 29 aprile e il 30 aprile 2010 nel castello di Vigny (Val-d'Oise), in Francia. Sono state pubblicate alcune fotografie che mostrano Rihanna indossare un abito Mara Hoffman, la cui cifra si aggira intorno ai $1,000. Accanto a Rihanna è presente un'altra protagonista: la modella francese Laetitia Casta nei panni di una femme fatale. Nel videoclip sono presenti scene di baci saffici fra quest'ultima e Rihanna, la quale rifiuta il suo amore, rimanendo alla fine sola ed amareggiata. Il video scorre sulle immagini della cantante e della modella riproducendo i loro sentimenti contrastanti, e opponendo la disperazione della prima all'irreprensibilità della seconda. Una sequenza mostra le due amanti all'esterno del castello, la prima, Rihanna, coperta da un leggero abito a fiori e la seconda, vestita con uno stuzzicante completo nero, impassibile, mentre la osserva contorcersi e gattonare sul prato verde antistante alla lussuosa residenza. Monica Herrera di Billboard ha affermato che "Rihanna ha preservato un video molto più sensuale di quello per Rockstar 101 per i suoi fan esteri".
I riferimenti ad un amore impossibile fra le due donne sono diversi, come la scena in cui un tavolo, in fiamme, le divide, sedute rispettivamente ai lati opposti.

## Classifiche

### Classifiche settimanali
| Classifica (2009/2010) | Posizione massima |
| ---------------------- | ----------------- |
| Australia              | 22                |
| Austria                | 11                |
| Belgio (Fiandre)       | 10                |
| Belgio (Vallonia)      | 15                |
| Bulgaria               | 2                 |
| Canada                 | 66                |
| Danimarca              | 22                |
| Estonia                | 4                 |
| Europa                 | 18                |
| Finlandia              | 14                |
| Germania               | 11                |
| Irlanda                | 16                |
| Italia                 | 7                 |
| Norvegia               | 12                |
| Paesi Bassi            | 31                |
| Regno Unito            | 14                |
| Repubblica Ceca        | 6                 |
| Slovacchia             | 34                |
| Svezia                 | 48                |
| Svizzera               | 9                 |
| Ungheria               | 5                 |

### Classifiche di fine anno
| Classifica (2010) | Posizione |
| ----------------- | --------- |
| Austria           | 61        |
| Belgio (Fiandre)  | 64        |
| Italia            | 36        |
| Svizzera          | 43        |